# 河南农业职业学院
河南农业职业学院（英文：Henan Vocational College of Agriculture），成立于1952年，位于河南省郑州市中牟县青年西路38号，是一所公立全日制普通专科院校，国家骨干高职院校，现代学徒制试点单位。李克强为学校题词“进一步深化教学改革，提高职业教育质量，培养合格人才，推进农业科技创新”。

## 历史
- 1952年，河南省郑州农林技术学校于郑州创建。
- 1958年，迁校至中牟县。
- 1990年，更名为河南省农业学校。
- 2001年，学校与河南农业大学联合举办高等职业教育定名河南农业大学农业职业学院。
- 2004年，学校独立升格为河南农业职业学院。[4]

## 知名校友
- 肖思远，曾就读于该学院2014级汽修3班，中国人民解放军下士、烈士、一等功臣，在2020年6月中印加勒万河谷冲突中牺牲。[5]